# Shirtjacket
Een shirtjacket is een in Suriname gangbaar kostuum met korte mouwen van lichte stof, dat wordt gedragen zonder overhemd of das.
Een shirtjacket geldt als formele kleding. Een bekende shirtjacket-drager is voormalig president Ronald Venetiaan.